# Łodygowice (gmina)
Pour les articles homonymes, voir Łodygowice.
La gmina de Łodygowice est une commune rurale de la voïvodie de Silésie et du powiat de Żywiec. Elle s'étend sur 35,2 km2 et comptait 13 348 habitants en 2006. Son siège est le village de Łodygowice qui se situe à environ 6 kilomètres au nord-ouest de Żywiec et à 60 kilomètres au sud de Katowice.

## Villages
La gmina de Łodygowice comprend les villages et localités de Bierna, Łodygowice, Pietrzykowice et Zarzecze.

## Villes et gminy voisines
La gmina de Łodygowice est voisine de la ville de Żywiec et des gminy de Buczkowice, Czernichów, Lipowa et Wilkowice.